# Sebastian Burduja
Sebastian Ioan Burduja (n. 18 iunie 1985, București, România) este un politician român, care ocupă funcția de ministru al energiei din 15 iunie 2023. Acesta este vicepreședintele Partidului Național Liberal și președintele filialei PNL București. Este deputat din 2020 și a fost ministru al cercetării, inovării și digitalizării din 3 mai 2022 în Guvernul Nicolae Ciucă.

## Biografie
Sebastian Ioan Burduja s-a născut la 18 iunie 1985 în București. Este fiul lui Marinel Burduja. A început studiile la Școala Generală nr. 2 din Piatra Neamț (1992-1996), continuându-le la Școala Generală nr. 11 „Ion Heliade Rădulescu” din București (1996-2004), unde a fost șef de promoție. Între 2000 și 2004, a urmat Colegiul Național „Mihai Viteazul” din București, specializarea matematică-fizică-informatică intensiv.
După absolvirea liceului, Burduja a continuat studiile la Universitatea Stanford din Statele Unite, unde a obținut licența în Științe Politice în 2008. A absolvit cu onoruri și lucrarea sa de licență „Între speranță și deziluzie. Corupția în România Postcomunistă, 1990-2008” a primit calificativul A+.
Între 2007 și 2010 a fost stagiar la National Endowment for Democracy (NED), Organizația Națiunilor Unite la Comisia Economică pentru Europa (UNECE) și la firma de consultanță McKinsey & Company.
Între 2008 și 2011, a urmat simultan două programe de masterat la Universitatea Harvard: Master în Administrarea Afacerilor și Master în Politici Publice ca bursier David Rubenstein Fellowship. Lucrarea sa de dizertație este intitulată „Redobândirea speranței. Oportunități pentru lupta anticorupției în mediul privat românesc”.
În 2011 și 2012, a fost consultant la Dalberg Global Development Advisors.
Între 2012 și 2015 a lucrat ca specialist în dezvoltare socială la Banca Mondială unde a fost co-autor la 22 de rapoarte tehnice despre România.
În 2017 a fondat Romania Investment Solution Experts (RISE Consortium) unde a fost Managing Partner.
În perioada 2016 - 2019, a urmat doctoratul în Economie și Afaceri Internaționale la Academia de Studii Economice din București, obținând titlul de Doctor cu calificativul Summa Cum Laude pentru lucrarea „Corupția între actori privați în statele fost-comuniste. Studiu de caz România”.
Din decembrie 2019 a fost secretar de stat la Ministerul Finanțelor Publice. Acesta a demisionat pentru a deveni deputat în decembrie 2020.

## Carieră politică
În 2009 a fost membru fondator la Liga Studenților Români din Străinătate (LSRS) și primul președinte în perioada 2009-2013. 
În perioada 2011-2015 a fost primul președinte al Fundației Centrul pentru Acces la Expertiza Studenților și Absolvenților Români (CAESAR).
În aprilie 2016, este ales președinte al partidului Platforma Acțiunea Civică a Tinerilor (PACT). Partidul a desemnat 100 de candidați la alegerile locale din iunie 2016.
În iunie 2018, se înregistrează cu telefonul mobil în aeroportul Otopeni și își spune povestea revenirii acasă după anii petrecuți în Statele Unite ale Americii, cu apelul către diaspora să vină la București pe 10 august. Clipul a devenit viral, ajungând la peste 1,5 milioane de români.
În ianuarie 2019, ca urmare a activității sale civice și politice, Sebastian Burduja este selectat de fundația germană Friedrich Naumann drept „unul dintre cei șase luptători pentru libertate din Europa de Est, în cadrul proiectului Think Freedom, iar povestea lui este transpusă într-un scurt documentar.
În august 2019, ca urmare a fuziunii partidului PACT cu Partidul Național Liberal, a fost ales Vicepreședinte PNL la nivel național. Este numit și președinte interimar al filialei PNL Sector 1, ocupând această funcție politică până în februarie 2020, când avea să fie ales președinte cu drepturi depline.
În 2020 a fost ales deputat în circumscripția nr. 42, București. A fost vicepreședintele comisiei pentru buget, finanțe și bănci din Camera Deputaților. Între 2021 și 2022 a fost membru al comisiei pentru antreprenoriat și turism.
Între 3 mai 2022 și 15 iunie 2023 a ocupat funcția de Ministru al Cercetării, Inovării și Digitalizării în Guvernul României.
În 2024 a candidat la alegerile locale în București unde a strâns 57.336 de voturi (7,85%) și a fost primul loc pe lista PNL pentru alegeri parlamentare în București. Acesta a devenit deputat în circumscripția nr. 42. Este membru în comisia pentru industrii și servii și comisia pentru știință și tehnologie.

## Publicații
- Improving Energy Efficiency – Reports on Ploiești, Craiova, Iași, Timișoara, Cluj-Napoca, Brașov, and Constanța (2013)[20]
- Romania’s Regional Operational Program 2.0: Managing Authority and Intermediate Bodies Collaboration and Communication (2013)[20]
- Romania’s Regional Operational Program 2.0: Facilitation of Proactive and Direct Support for Applicants and Beneficiaries (2013)[20]
- Romania’s Growth Poles Policy: The Next Phase (2013)[21]
- Competitive Cities: Reshaping the Economic Geography of Romania (2013)[22]
- Dincolo de (dez)iluzii: Oportunități în lupta anticorupție prin sectorul privat din România (2014)[23]
- Improved Prioritization Criteria for PNDL Projects (2014)[20]
- Identification of Project Selection Models for the Regional Operational Program 2014-2020 (2014)[20]
- Harmonization of Selection Criteria for Enhanced Coordination and Prioritization of EU and State-Funded Projects (2015)[20]
- Evaluation of the Portfolio of Regional Development Projects (2015)[20]
- Investment Guide for Local Projects: Communal Roads and Social Infrastructure (2015)[20]
- Investment Guide for Local Projects: Water and Wastewater Projects (2015)[20]
- Investment Guide for County Roads (2015)[20]
- Coordination of Strategies and Programs for EU and State-Funded Investments in Romania’s Infrastructure (2015)[20]
- Efficient and Innovative Designs and Technologies for Public Infrastructure Investments in Romania (2015)[20]
- Orașe pentru oameni: cheia de boltă a dezvoltării României (2016)[24]
- Improved Prioritization Criteria for Road Infrastructure Projects (2017)[25]
- Deconstructing Moral Leadership: Lessons from Endurance in Antarctica (2017)[26]
- Reach Higher In Higher Education: What Can Romania Learn from the US Example? (2017)[27]
- Ethics in Business-to-Business Relations: a Literature Review (2017)[28]
- Romania’s Regional Development at the Crossroads: Where to? (2017)[29]
- Energia orașelor românești: Provocări și oportunități de etapă (2018)[30]
- State Formation in Romania: A Successful Story of Nationalism and Centralization, 1848-1864 (2018)[31]
- Cei 3 D și infrastructura de transport (2018)[32]
- Ghișeul Unic TeN-T România: viziune și construcție instituțională (2018)[32]
- Romanian Business Leaders’ Perceptions of Business-to-Business Corruption: Leading More Responsible Businesses? (2019)[33]
- Business-to-Business Corruption in Former Communist Countries. Spotlight on Romania (2019)[34]

- Corruption Perceptions on Business to Business Relations (2020)[35]

## Carți
- Între speranță și deziluzie. Democrație și anticorupție în România Postcomunistă (2016)[36]
- Transporturi și Infrastructură. Concepte și instrumente operaționale (2018)[32]
- Planul pentru România. 7 revoluții intelectuale pentru o țara în care vrem sa rămânem (2020)[37]

## Premii
- Forbes 30 under 30 in Romania (2012)[38][39]
- JCI Ten Outstanding Young Persons (2017)[40]
- German Marshall Fund Memorial Fellow (2019)[41]
- Atlantic Council Millennium Fellow (2018)[42]